# Иосифизм

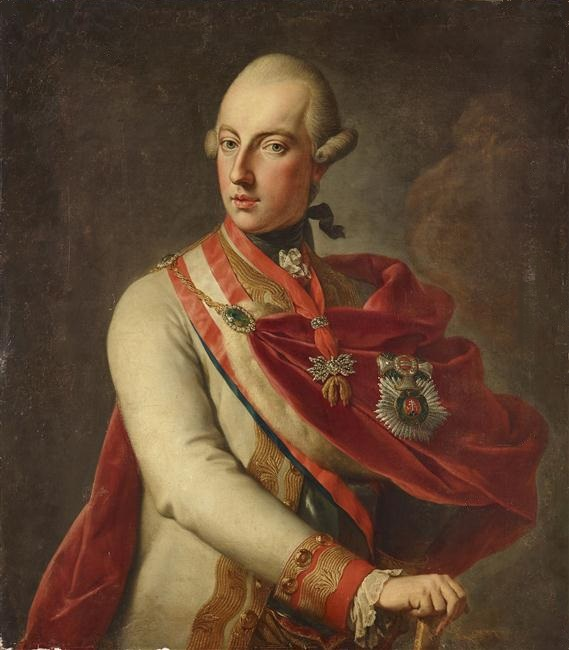
Император Иосиф II

 Иосифизм  — термин, используемый для обозначения внутренней политики, в широком смысле проводимой императором Священной Римской империи Иосифом II, и в узком — в по отношению к Римско-католической церкви и её влиянию в австро-венгерском обществе. Иосиф II, проводя определённые реформы, издавал специальные законодательные акты, подчиняющие Римско-Католическую церковь светским властям и определяющие церковную структуру Католической церкви как один из элементов государства. Согласно этим законам католические священнослужители становились государственными служащими и были обязаны полностью подчиняться законодательству государства.

## История
Определённые ограничения деятельности Римско-Католической церкви начались при императрице Марии Терезии (1740—1780), которая провела ряд реформ, которые подчиняли католических иерархов светской власти. В принципиальных вопросах Мария Терезия всё же не пыталась противоречить Святому Престолу, стараясь договориться с церковной властью.
Теоретические основы иосифизма сформулировали австрийские правоведы Пауль Йозеф Риггер (1705—1775) и Йозеф Зонненфельс (1732—1817). Большое влияние на Иосифа II оказал также приверженец идей Просвещения государственный канцлер Венцель Кауниц.
Иосиф II полностью подчинил государству Католическую церковь, регламентируя её деятельность буквально во всём, кроме вопросов, связанных с вероучением. Следуя идеям Просвещения, Иосиф II проводил реформы, которые, по его мнению, должны были служить на благо государства всеобщего благосостояния. Согласно его идеям, многие церковные учреждения, например, монастыри, не исполняли социальные функции, и поэтому они массово закрывались из-за их ненадобностью гражданскому обществу. Было распущено около 500 монастырей.
Церковь же должна была взять на себя социальные функции заботы о бедных, образования и регистрации браков, а священники должны были стать государственными служащими, ответственными за воспитание патриотизма и поддержки морали. Было введено разграничение церковного и светского права (были разрешены разводы). Государство вмешивалось во все сферы деятельности церкви. Светской властью решались все церковные дела, вплоть до мелочей. Государством определялся порядок проведения богослужения, обеспечение храмов, издания молитвенных книг, паломничества. Монастыри, в случае, если они имели централизованный орган за границей, должны были перейти под юрисдикцию австрийских епископов. Часть церковных земель была конфискована и передана государству.
Иосиф II также пошёл на конфликт со Святым Престолом. Он считал, что страны, входящие в Священную Римскую империю, должны были быть свободны от влияния папства и для всех без исключения папских указов должно быть согласие светского государства.

## Реакция Святого Престола
Римский папа Пий VI старался не входить в прямой конфликт с Иосифом II. В 1782 году он совершил поездку в Вену, в 1783 году Иосиф II совершил ответный визит к папе. Однако усилия Пия VI не принесли успеха. 28 января 1785 года Пий VI издал буллу «Romanus Pontifex», которой подверг критике реформаторские действия императора Иосифа II.

## Последствия

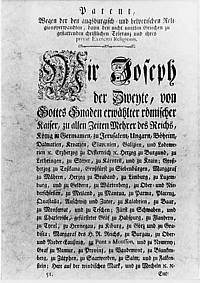
«Эдикт толерантности», 1781 г.

Реформы Иосифа II привели к недовольству среди австрийской аристократии и простого народа. В Бельгии притеснения Католической церкви вылились в антиавстрийские настроения в 1789—1791 гг. В самой Австрии в 1784 году вспыхнуло крестьянское восстание в Трансильвании. В Германии вмешательство государства в дела церкви воспринималось как переход в протестантизм. Возникновения различных бунтов, несогласия с проводимой политикой вынудило государственную власть ввести цензуру.
Но в то же время при правлении Иосифа II были открыты сотни новых католических приходов. Это объясняет не слишком сильное противодействие австрийского епископата на действия Иосифа II. Лишь немногие епископы активно сопротивлялись распространению полицейского государства на сферу церковных интересов.
Реформы Иосифа II способствовали возникновению религиозной терпимости. В октябре 1781 года был введён «Толерантный патент», а 2 января 1782 года был подписан «Эдикт о терпимости». Если первый расширил религиозную свободу для протестантских и православных общин, то второй снял соответствующие ограничения для иудеев. Упомянутые религиозные меньшинства обрели религиозную свободу, немыслимую до этого времени: им было разрешено строить свои храмы, были отменены ранее принятые ограничения на профессию, образование и экономическую деятельность. Евреи же, в частности, получили значительную свободу в своей жизни. Были отменены специальный «еврейский налог» и многие ограничения, касавшиеся иудейской общины.

## Источник
- Йозеф Лорц, История Церкви, т. II, изд. Христианская Россия, М., 2000, ISBN 5-87468-076-4